# Španělské náměstí (Mostar)

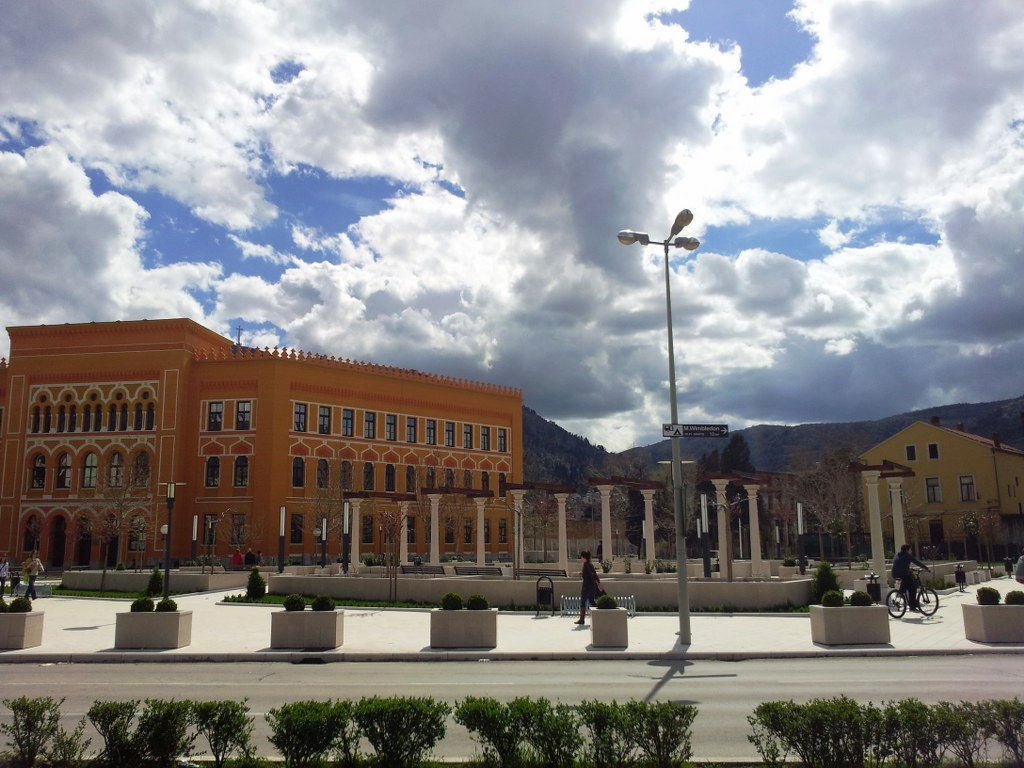
Pohled na náměstí.

Španělské náměstí (chorvatsky Španjolski trg) je známé náměstí ve městě Mostar v Bosně a Hercegovině. Známé je díky budově gymnázia, které bylo vybudováno na přelomu 19. a 20. století podle návrhu českého architekta Františka Blažka. Náměstí je rušnou křižovatkou v západní části města.
Na náměstí se nachází památník bojovníků ze španělské občanské války. Po konfliktu v Bosně v 90. letech bylo náměstí poničeno. Jeho okolí patřilo k nejhustěji osídleným částem města; mnohé budovy byly vypáleny a zůstaly opuštěny. Na počátku 21. století bylo proto náměstí znovu obnoveno. Byla vybudována pěší zóna v jeho západní části, postavena nová fontána a rozšířeny chodníky. V roce 2012 náměstí slavnostně otevřel španělský král Juan Carlos I.
Na připomínku dřívějších nepokojů, kdy se na náměstí střetli fotbaloví chuligáni je na náměstí každoročně organizován festival pojídání čokolády s názvem čokoládové nepokoje (chorvatsky čokoladni neredi).